# 1er régiment d'artillerie (Belgique)
Pour les articles homonymes, voir 1er régiment.

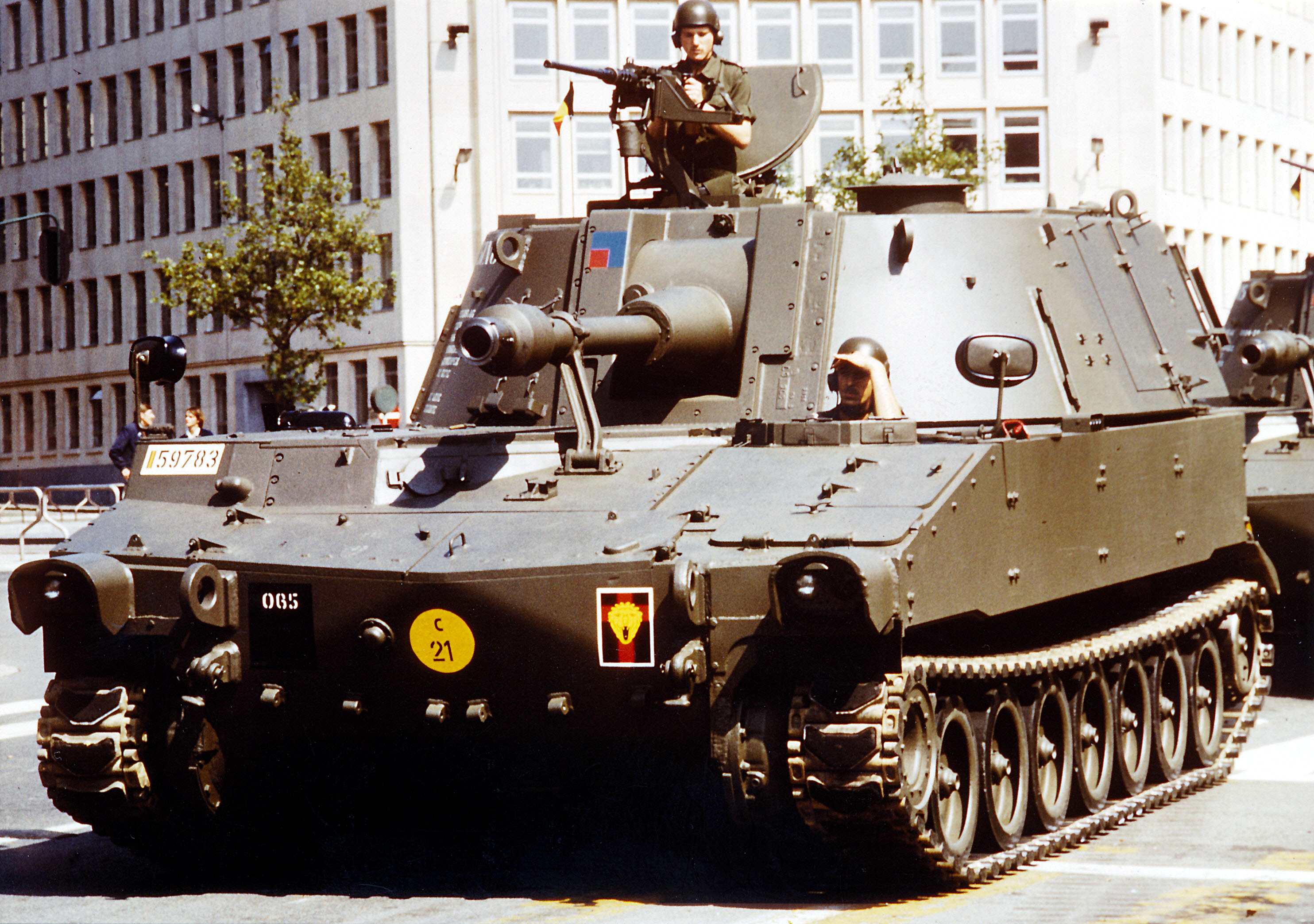
Canon automoteur M108 du 1er régiment d'artillerie de campagne défilant le 21 juillet 1989 à Bruxelles.

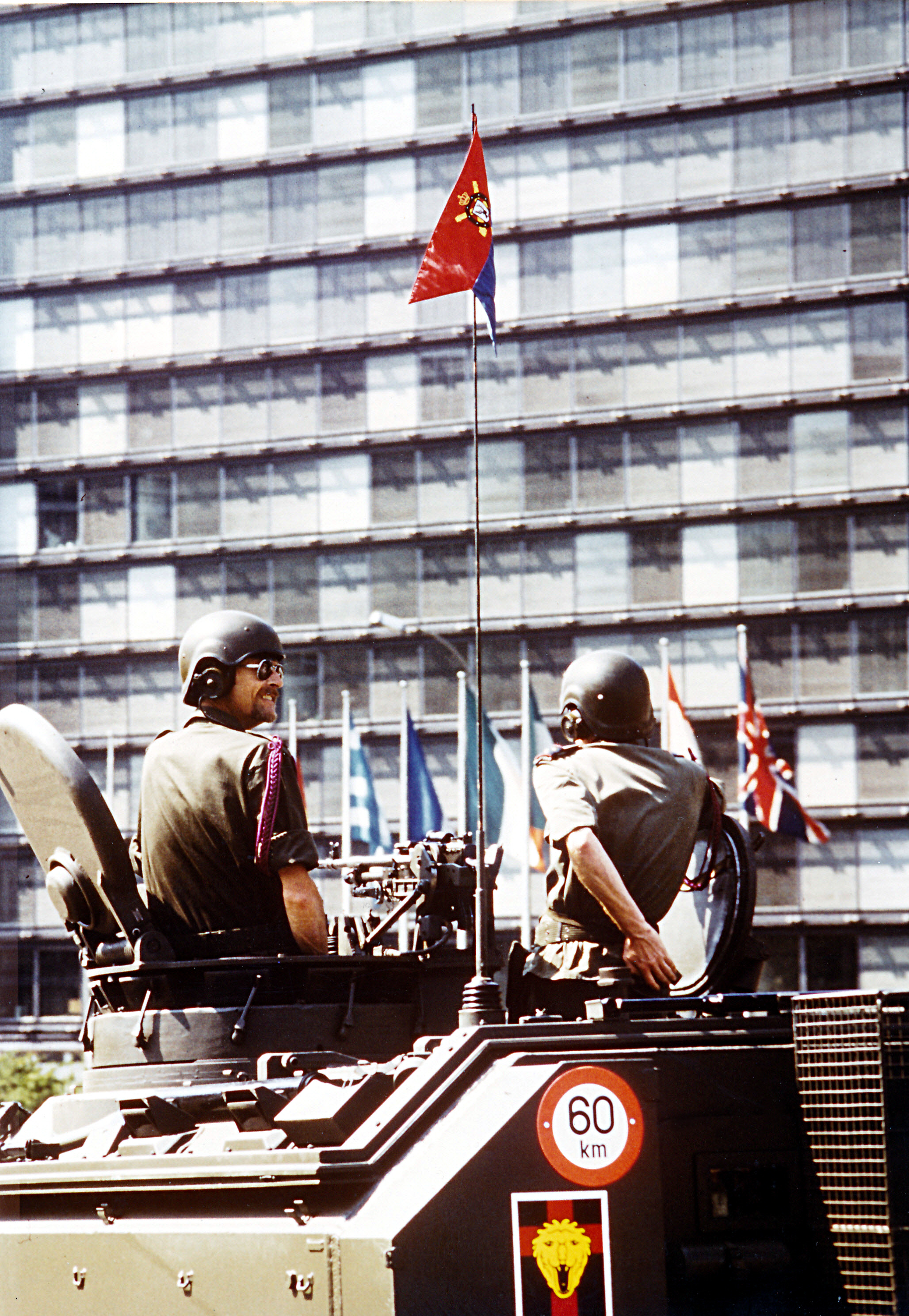
Chef de pîèce et canonnier d'un canon automoteur M109A2 du 1er régiment d'artillerie de campagne en attente avant le défilé du 21 juillet 1989 à Bruxelles.

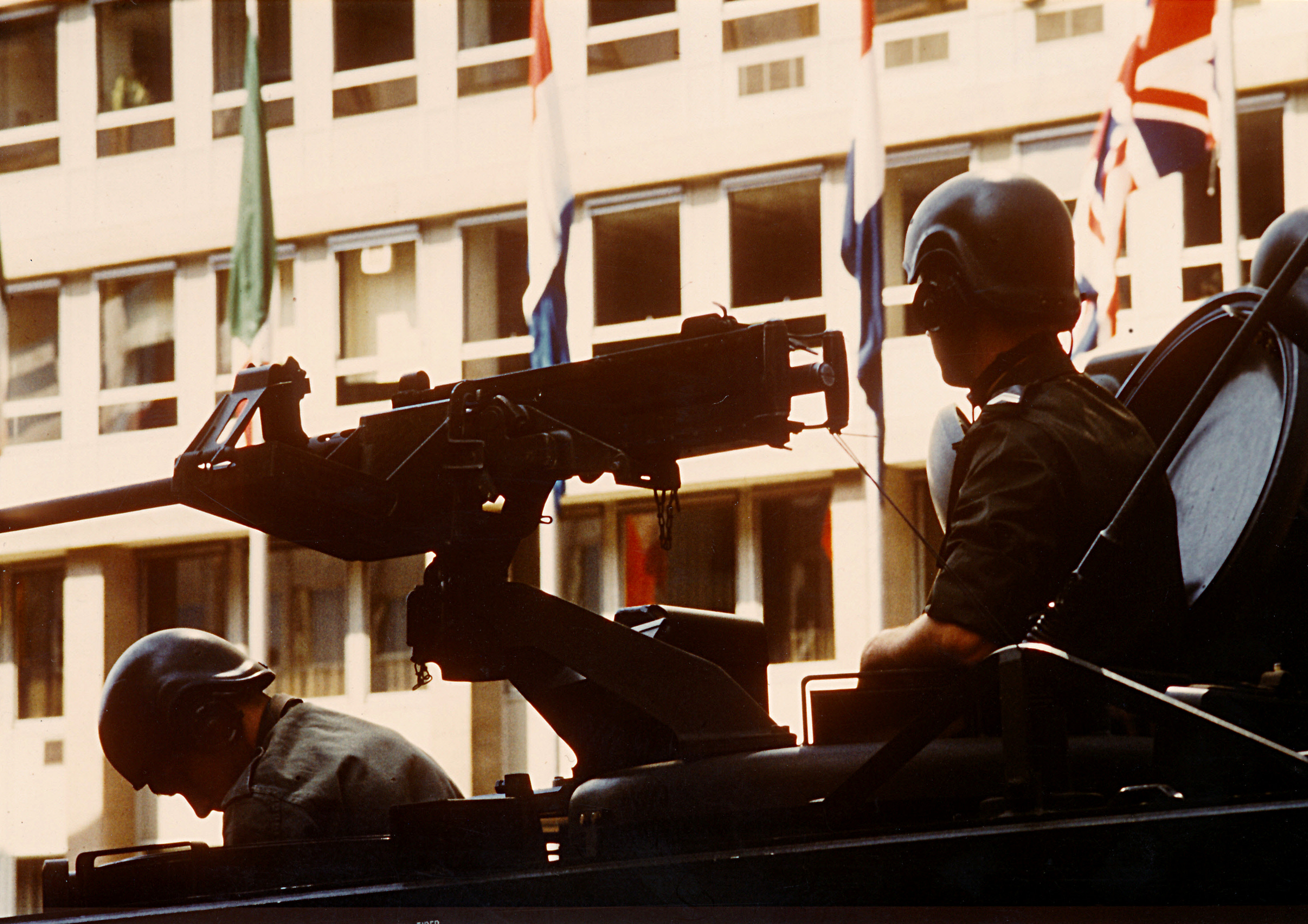
Mitrailleuse Browning .50 de toit du canon automoteur M109A2.

Le 1er régiment d'artillerie de campagne (néerlandais : 1ste Regiment Veldartillerie) est une unité d'artillerie de la force terrestre des forces armées belges créée en 1836 et dissoute en 2010. Le régiment était basé à Bastogne et équipé d'obusiers M108 auto-propulsés de 105 mm en 1980, remplacé durant cette décennie par des M109A2 de 155 mm complétés par des mortiers 120 RT.

## Historique
Il fut créé peu après l'indépendance de la Belgique en 1836 par la division en trois régiments du régiment d'artillerie créé en 1834. La compagnie bruxelloise d’artillerie, qui participa aux combats de septembre dans le parc de Bruxelles, y est intégrée sous le nom de 4e batterie de campagne.
Lors du conflit franco-prussien de 1870, le régiment est placé en "observation" à la frontière franco-belge.
En août 1914, les 2e et 3e batteries sont décimées lors de la bataille de Tirlemont. Le régiment se retire sur la place forte d'Anvers et participe à sa défense avant de suivre le repli général sur le front de l'Yser.
Lors de la bataille de l'Yser du 18 au 30 octobre 1914, les 4e, 5e et 6e batteries sont presque anéanties.
Il participe à l'offensive finale en 1918.
Du 27 mars 1919 au 8 février 1920, il participera à l'occupation de la Rhénanie et du 23 mars au 20 juillet 1925 à celle de la Ruhr.
Au début de la Seconde Guerre mondiale, il est positionné sur le canal Albert puis rapidement le 12 mai, il prend position sur la Gette. Le 15 mai il se retire sur le Rupel et le canal de Willebroek jusqu'au 18 mai où il reçoit l'ordre de se replier sur Gand puis sur la Lys le 23 mai. Il subira peu de pertes durant la campagne des 18 jours (8 morts sur 2 550 soldats et 9 pièces d'artillerie sur 48).
Une batterie d'artillerie belge se constitue en Grande-Bretagne en février 1941 et prend le nom de First Belgian Field Battery. Elle est intégrée à la brigade Piron en janvier 1943. En 1944, on lui adjoint une "troop" luxembourgeoise et passe ainsi de 8 à 12 canons.
La batterie débarque le 8 août en Normandie à Graye-sur-Mer. Le 17 août, elle prend part à l'opération Paddle. Elle atteint la Belgique le 4 septembre. Elle poursuit les opérations sous les ordres américains et anglais à la frontière belgo-néerlandaise jusqu'en novembre où elle envoyée à Bruxelles pour devenir régiment. De fin avril 1945 jusqu'au 8 mai 1945 elle retournera au combat sur Breda.
De 1946 à 1964, il participera à l'occupation de l'Allemagne au sein des FBA.
Le 7 juillet 1964, le régiment rentre en Belgique et est caserné à Bastogne.

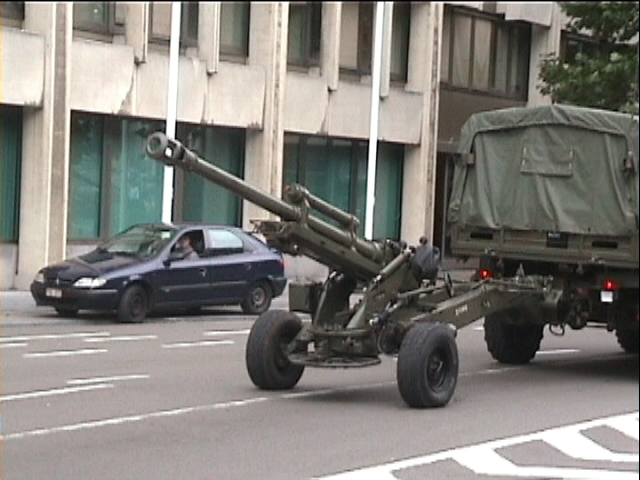
Un des 14 obusiers LG1 de l'armée belge tracté en 2005.

En 1994, il participe à la mission de l'ONU en Yougoslavie. En 2003, 2006, 2008 et 2009 il est envoyé en Afghanistan pour protéger l'aéroport de Kaboul. En 2010, il participera à une mission au Liban avec but de protéger les démineurs belges.
Le régiment fut dissous le 1er octobre 2010.

## Étendard
L'étendard fut remis par le roi Albert Ier, le 27 juin 1922, au camp d'Elsenborn. Il est renouvelé en février 1989. Il est depuis octobre 2010 repris par le camp militaire de Bastogne.
Il porte les inscriptions suivantes :
- Anvers
- Yser
- Clercken
- Cortemarck
- La Gette
- Normandie
- Canal de Wessem

Il porte également la fourragère de la Croix de Guerre 1940.

## Garnisons
Après être passé par Tournai puis Malines, le régiment prend ses quartiers à Gand de manière ininterrompue de 1874 à 1939.
En 1946, il est basé à Hasselt puis déménage la même année vers l'Allemagne (successivement Brühl, Euskirchen, Soest, Lüdenscheid et Spich). Il est rapatrié en 1964 et Bastogne devint sa dernière ville de garnison.

## Jumelage
- France - 1er RAMa